# Yanique Thompson
Yanique Thompson (Jamaica, 12 de mayo de 1996) es una atleta jamaicana especializada en la prueba de 100 m vallas, en la que consiguió ser campeona mundial juvenil en 2013.

## Carrera deportiva
En el Campeonato Mundial Juvenil de Atletismo de 2013 ganó la medalla de oro en los 100 m vallas, con un tiempo de 12.94 segundos, por delante de las estadounidenses Dior Hall y Mikiah Brisco (bronce con 13.29 segundos).